# Jean Tarde
Pour les articles homonymes, voir Tarde.
Jean Tarde, né à La Roque-Gageac en 1561 ou 1562 et mort au même endroit en 1636, est un chanoine théologal et vicaire général du diocèse de Sarlat, connu pour sa chronique des évènements dans son diocèse.

## Biographie
Jean Tarde appartient à une famille bourgeoise de Sarlat dont les premiers membres sont cités dès le XIVe siècle. La famille se partageait entre deux branches, les sieurs du Pont, et les sieurs de Lisle. Jean Tarde appartenait à la première branche. Jean Tarde avait un frère et une sœur, Étienne et Jeanne. On ne connaît pas la date exacte de sa naissance.
Il a suivi les cours de l'université de Cahors, puis de la Sorbonne. Il était très versé dans les sciences mathématiques.
Il a occupé d'abord la cure de Carves, près de Belvès, avant de devenir chanoine théologal de la cathédrale de Sarlat. Il a occupé ses loisirs à des recherches scientifiques, dont la géographie, les mathématiques, l'astronomie, la physique et l'histoire.
En 1561, le chapitre de chanoines de Sarlat a été sécularisé et le nombre de chanoines réduit à quatorze. Le 22 février 1574, la ville de Sarlat est prise par le capitaine Geoffroy de Vivans. Pons de Salignac, premier archidiacre, et Pons de Salignac, chantre, sont tués par La Bertrandie. Les archives de la cathédrale de Sarlat sont détruites. Jean Tarde a eu la charge de les reconstituer.
En 1579, Louis de Salignac a succédé à son oncle François de Salignac, évêque de Sarlat.
Il entreprend un voyage à Rome à la demande de son évêque où il arrive en 1593 en passant par Nîmes et Avignon. Il a fait une relation et un mémoire du voyage qu'il a fait d'Avignon à Rome comme le note Jean Calès, chanoine à Chancelade, en 1769.
En 1594, l'évêque de Sarlat voulant connaître l'état de son diocèse après les guerres de religion demande au curé de Carves d'en dresser une carte. C'est probablement à cette date que Jean Tarde va commencer à travailler à la rédaction des Chroniques jusque vers 1630. Un inconnu désigné sous le nom de Continuateur de Tarde a continué ce travail.
En mars 1599, Henri IV le nomme son aumônier ordinaire.
Il fait un second voyage à Rome en 1614. Les découvertes récentes de Galilée ont excité la curiosité du chanoine pour l'astronomie. Il a rencontré le savant qui lui a donné une lunette. À son retour en France, en 1615, il a fait aménager un petit observatoire à La Roque-Gajac où il s'est intéressé aux taches solaires qu'il a assimilées à des petites planètes auxquelles il a donné le nom de planètes Bourboniennes dans le traité Borbonia Sidera dédicacé à Louis XIII qu'il publie en 1620. On peut noter que le chanoine théologal de la cathédrale de Sarlat, qui est chargé de l'enseignement du dogme de l'Église catholique, a partagé les idées de Copernic et de Galilée en astronomie.
En 1629, Jean Tarde aurait reçu la charge de conseiller du roi en l’élection de Sarlat. Cette charge héréditaire a été conservée par la famille Tarde jusqu’à la Révolution.
En 1769, Jean Calès, chanoine de l'abbaye de Chancelade, a pris dans la bibliothèque de M. Delisle de Tarde, à La Roque-Gageac, plusieurs volumes manuscrits dont un contenant plusieurs traités de mathématiques rédigés par Jean tarde et daté de 1628.

## Famille
Des historiens du Périgord ont attribué à Jean Tarde le livre Le crayon de l'art et de la science, crayonné sur l'original de divers et graves autheurs, par Jean Tarde, prestre et curé de St-Amans, près Belvès, imprimé à Toulouse, chez A. Colomiez, imprimeur du roi et de l'université, en 1666. D'après Bouffanges, ce serait la première publication de Jean Tarde. À partir de certains recoupements de A. Dujarric-Descombes, il faudrait attribuer cet ouvrage à un Jean Tarde (1618-1671), petit-neveu du chanoine et son filleul, docteur en théologie, curé de Saint-Amand-de-Belvès et chapelain de Saint-Géniès en 1657. Il était le fils de Bernard Tarde, conseiller en l'Élection de Sarlat, et le frère de Pierre Tarde, marié à Mérigne de Ville, et conseiller en l'Élection de Sarlat.

## Publications
- Chroniques…contenant l'histoire religieuse et politique de la ville et du diocèse de Sarlat, depuis les origines jusqu'aux premières années du XVIIe siècle[1] (lire en ligne)
- Les usages du quadrant à l'esguille aymantée divisée en deux livres, 1621 (lire en ligne)
- Borbonia sidera, id est Planetae qui solis limina circumvolitant motu proprio ac regulari, falso hactenus ab helioscopis maculae solis nuncupati. Ex novis observationibus Joannis Tarde, 1620
- Les Astres de Borbon et apologie pour le soleil, monstrant et vérifiant que les apparences qui se voyent dans la face du soleil sont des planètes, et non des taches, 1622 (voir)
- Description du diocèse de Sarlat et Haut Périgord, 1624 (voir)
- Le diocèse de Sarlat. Diocoesis Sarlatensis, 1625 (voir)
- Potamographie de Garone et des fleuves qui se rendent dedans (voir)
- Description du pais de Quercy (voir)

## Honneur
L'astéroïde (58734) Jeantarde est nommé en son honneur.